# Château de Beaulieu (Beaulieu-sur-Oudon)
Pour les articles homonymes, voir Château de Beaulieu.
Le château de Beaulieu est un château français situé à Beaulieu-sur-Oudon, dans le département de la Mayenne et la région des Pays de la Loire.

## Histoire
Au XIIIe siècle, et peut-être plus tôt, la terre de Beaulieu appartenait à la Famille d'Anthenaise.
Hamelin et Yvon Le Franc, neveux d'Hamelin d'Anthenaise, dans un partage qu'ils font, en 1260, des biens échus, soit de succession paternelle, soit à d'autres titres, exceptent « le don de Beaulou et ses appartenances, lequeil feu Heumelin d'Anthenaise, chevalier, leur uncle, avait donné audit Heumelin Le Franc, chevalier ».
L'alliance de Guillaume de Couesmes avec Louise Le Franc, vers l'an 1300, lui apporta de grandes seigneuries, parmi lesquelles la terre de Beaulieu, dont était seigneur, en 1353 et 1359, Briand de Couesmes. Au commencement du siècle suivant, les Laval, seigneurs de Montjean, l'étaient aussi de Beaulieu, et quand les biens de cette branche furent revenus aux aînés, comtes de Laval, il est probable que Beaulieu ne fit pas exception, quoique les Boisgamats et les Le Porc qui étaient seigneurs d'Audray se soient aussi titrés seigneurs de Beaulieu.
Toujours est-il qu'au XVIIe siècle, Beaulieu est compris dans les aveux du Comté de Laval.
M. Gaultier de la Villaudray acquit, avant 1696, de Charles Belgique Hollande de La Trémoille, duc de la Trémoille, la seigneurie qui resta unie à la Villaudray, puis au château de Beaulieu.
De 1731 à 1734, François Le Clerc, chevalier de l'Ordre de Saint-Louis, lieutenant provincial d'artillerie, devenu seigneur de Beaulieu par alliance avec Mlle Gaultier de la Villaudray, fit maintenir dans une série de procès contre le curé sa qualité de seigneur patron de la paroisse, ses droits honorifiques à l'église, et la possession d'une part dans les dîmes. Le testament de François Le Clerc, écuyer, seigneur de Beaulieu, fut entériné à Laval, en 1790 ; il laissait comme héritiers : Renée Dubois, sa veuve, François Le Clerc, mineur, sous la tutelle de François Le Clerc, seigneur d'Ahuillé, et Renée Le Clerc, femme de Sébastien Berset d'Hauterive.
La terre de Beaulieu fut mise sous séquestre avec le château et les meubles sur François Le Clerc qui, « atteint d'une maladie dangereuse, avait été obligé de se rendre à Paris pour se faire soigner et était réputé émigré ». Sa mère, internée dans la maison de détention depuis 14 mois, et âgée de 68 ans, demandait main-levée du séquestre, le 9 brumaire an III, pour le quart des meubles qui lui appartenaient. La famille, moyennant des sacrifices d'argent, put conserver cette propriété.
Les domaines et château ont été donnés en 1844 par Louise Berset d'Hauterive, veuve de M. Le Clerc, à Louise Le Clerc, épouse de M. Berset de Vaufleury.

## Sources et bibliographie
- « Château de Beaulieu (Beaulieu-sur-Oudon) », dans Alphonse-Victor Angot et Ferdinand Gaugain, Dictionnaire historique, topographique et biographique de la Mayenne, Laval, A. Goupil, 1900-1910 [détail des éditions] (BNF 34106789, présentation en ligne)